# Parancyla argyrothysana
Parancyla argyrothysana là một loài bướm đêm trong họ Crambidae.